# Strzegowa-Kolonia
Strzegowa-Kolonia – wieś w Polsce położona w województwie małopolskim, w powiecie olkuskim, w gminie Wolbrom, przy drodze wojewódzkiej nr 794. Do końca 2017 roku miejscowość nosiła nazwę Okupniki i była przysiółkiem.
W latach 1975–1998 miejscowość administracyjnie należała do województwa katowickiego.